# Cultura da Guiné-Bissau

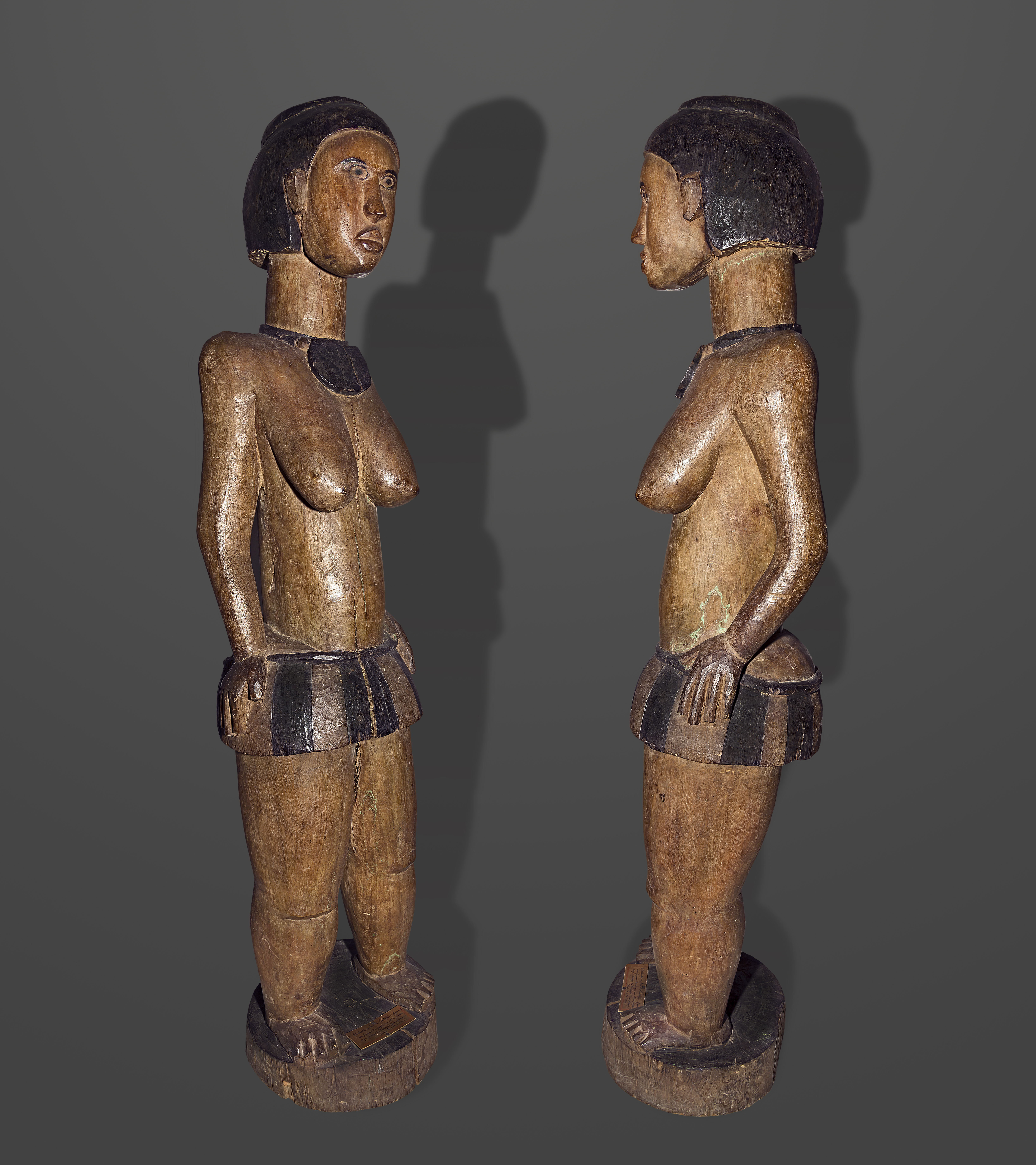
Arquipélago dos Bijagós figura feminina MHNT

Esta é uma lista de tópicos sobre a cultura da Guiné-Bissau:
Alguns indicadores culturais:
- Língua: português (oficial), crioulo, mandé
- Taxa de alfabetização: 53,9 % (1997 Est.)

O português é a única língua oficial da Guiné-Bissau, que é o idioma usado pela administração do país desde os tempos que a Guiné-Bissau era colônia portuguesa. A Guiné-Bissau é um membro de pleno direito da Comunidade dos Países de Língua Portuguesa (CPLP).
- Apesar da Guiné-Bissau pertencer à Francofonia, não se trata de um país francófono.
- Guiné-Bissau é membro da Comunidade dos Países de Língua Portuguesa (CPLP) e da Organização Internacional da Francofonia (OIF)
- O francês é leccionado no ensino secundário.

Guiné-Bissau possui uma herança cultural bastante rica e diversificada. Esta cultura, que varia de etnia para etnia, passando desde a diferença linguística, a dança, a expressão artística, a profissão, a tradição musical até as manifestações culturais.
A dança é, contudo, uma verdadeira expressão artística dos diferentes grupos étnicos.
Os povos animistas caracterizam-se pelas suas belas e coloridas coreografias. No dia a dia, estas fantásticas manifestações culturais podem ser observadas na altura das colheitas, dos casamentos, dos funerais, das cerimônias de iniciação.
Nas cidades, a música é dominada pelo conhecido gumbé guineense.
O carnaval guineense é completamente original, com características próprias, e tem evoluído bastante, constituindo uma das maiores manifestações culturais do país.